# Pablo Ojeda (Komponist)

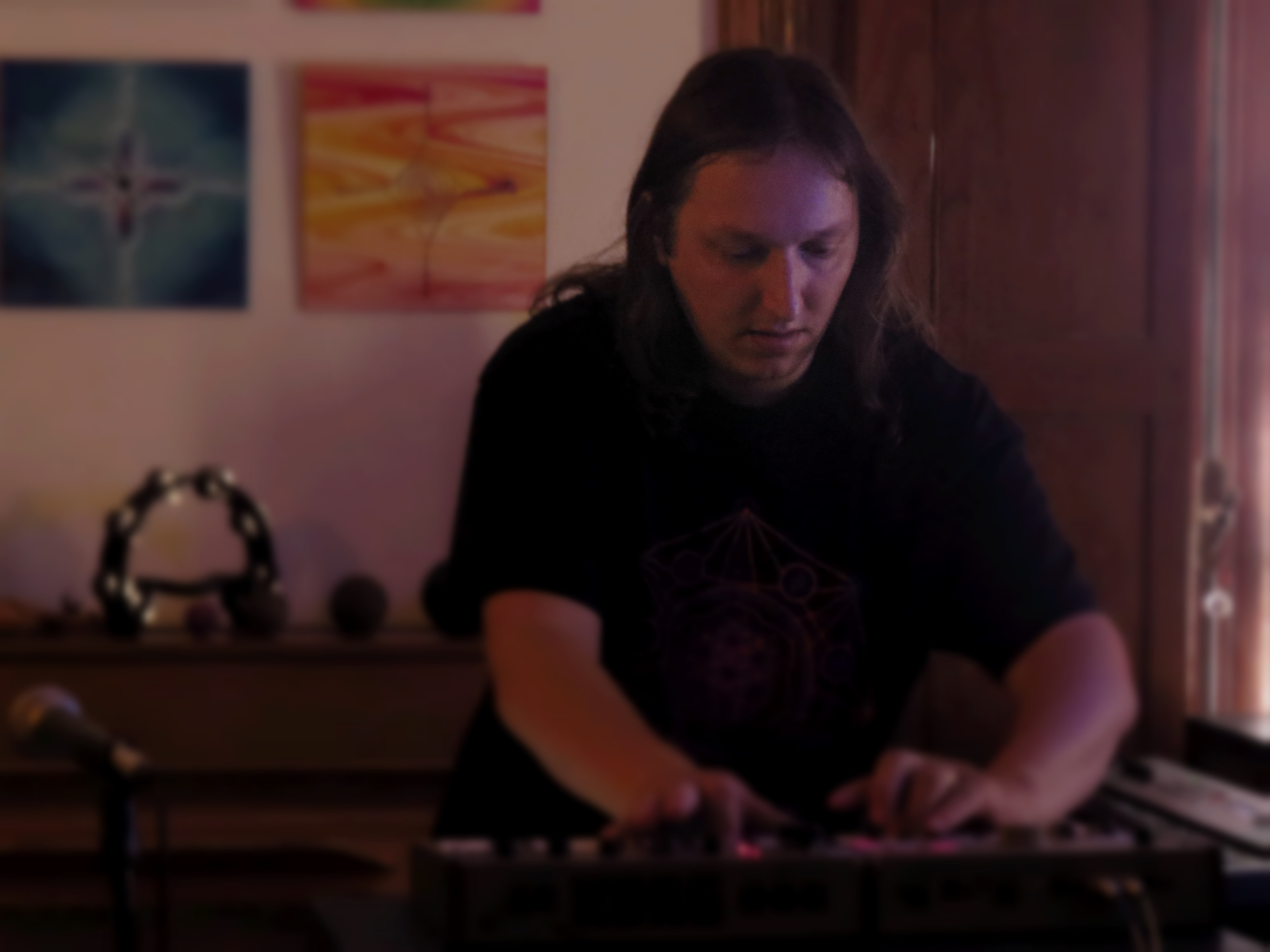
Pablo Ojeda

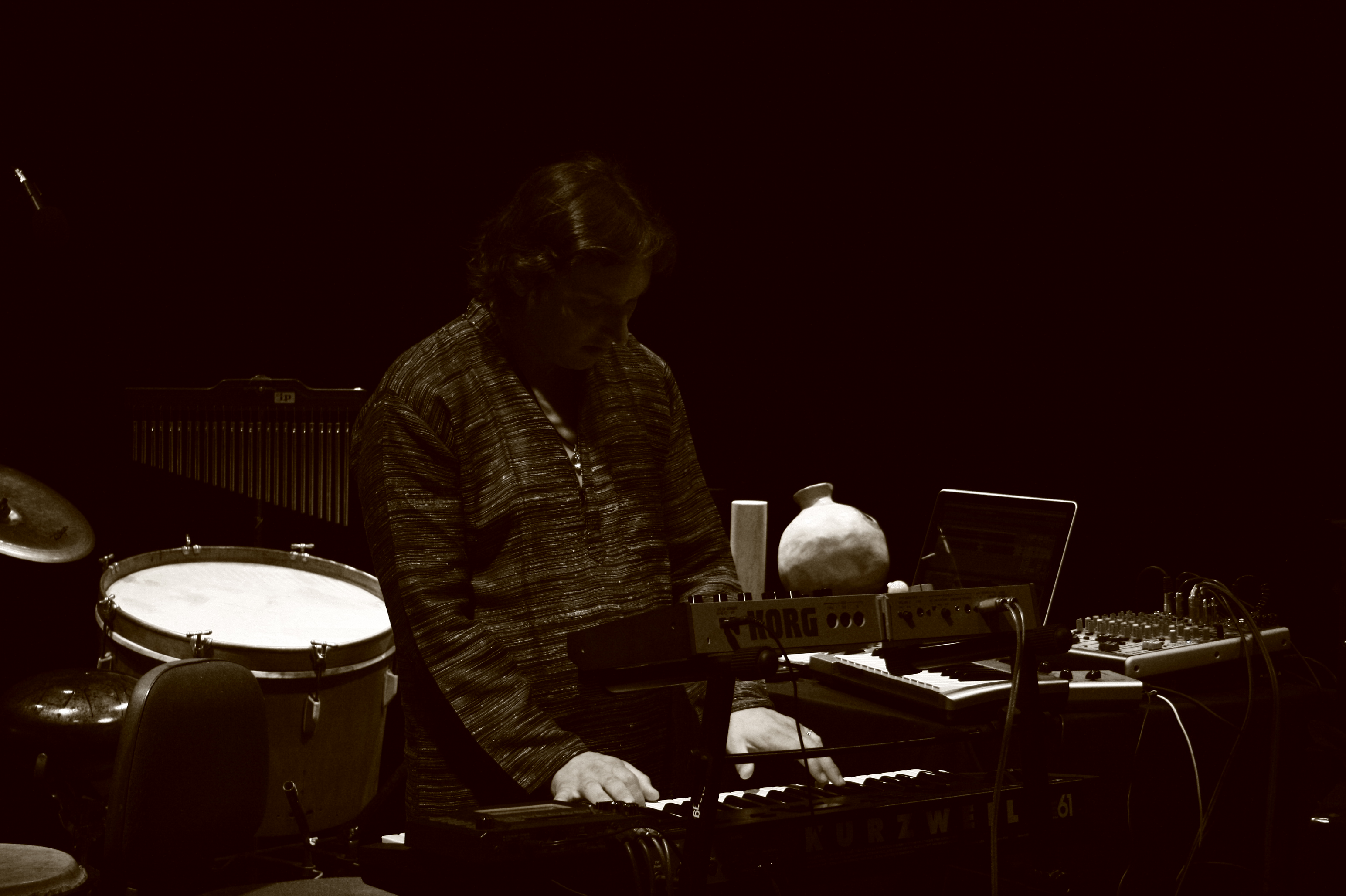
Pablo Ojeda

Pablo Ojeda (* 1978 in Mar del Plata) ist ein argentinischer Komponist und Perkussionist.
Pablo Ojeda ist der Sohn Jorge Ojeda, eines Autors und Komponisten von Kinderliedern und Theaterstücken für Kinder. Er wirkte in seiner Kindheit und Jugend als Perkussionist an den Aufführungen seines Vaters mit. Später studierte er Perkussion, Gesang, Keyboard und Violine und besuchte Kurse für Komposition und digitale Musik. Er komponierte Musiken zu Kurz- und Dokumentarfilmen und Schauspielmusiken. Die Musik zu dem Schauspiel Jesús, el Nazareno erschien 2009 im Mastering von Pablo Bas auf CD.

## Diskographie
- Nadabat CD, 2002
- Linaje CD, 2003
- La Historia de Mushkil Gusha CD, 2007
- Jesús, el Nazareno, 2009
- Luz del Sol Single, 2009
- Juguemos Cantando, 2010
- Stabat Mater Single, 2010
- Sacred EP, 2010
- GAIA CD, 2012
- Caricias de Luz Single, 2013
- Reconexión en la Selva CD, 2014
- El Camino de la Luz CD, 2014
- Simple Single, 2015
- Meditaciones con Frecuencias, 2020